# Гроховський Володимир Йосипович

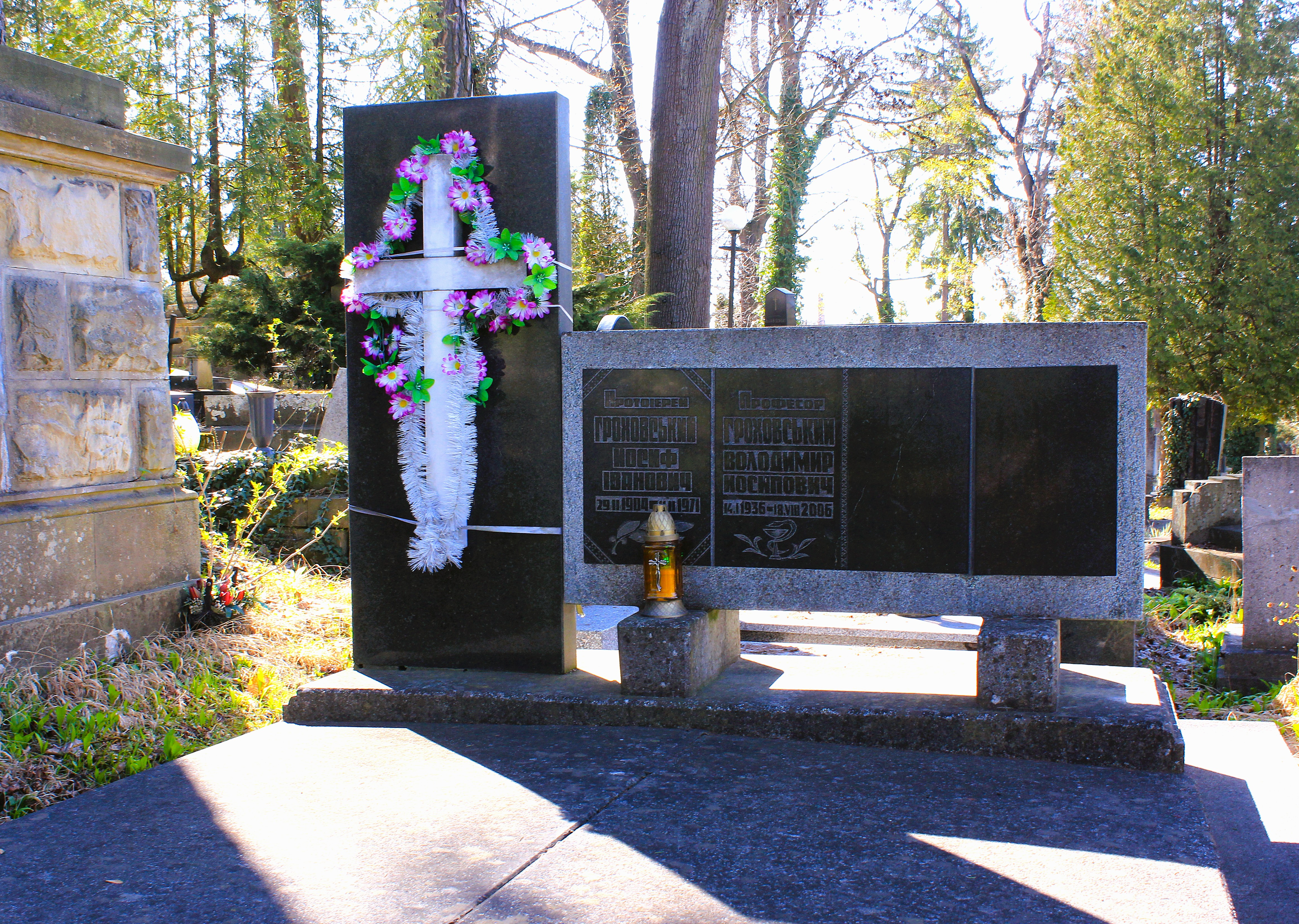
Гробниця родини Гроховських.

Володимир Йосипович Гроховський (14 січня 1936, с. Кошляки, нині Тернопільська область — 17 серпня 2006, Львів) — український лікар-хірург. Доктор медичних наук (1981), професор (1988).

## Життєпис
Володимир Гроховський народився 14 січня 1936 року в селі Кошляках, які тепер в складі Скориківської громади Тернопільського району Тернопільської области України.
1958 року закінчив Львівський медичний інститут. У 195—1960 роках працював хірургом Яворівської районної лікарні; 1960—1963 — дитячим хірургом, 1963—1965 — завідувачем операційного блоку, 1965—1973 — завідувачем операційного блоку і анестезіологічного відділення, 1973—1978 — дитячим хірургом Львівської обласної клінічної лікарні «Охматдит». Згодом почав працювати у Львівському медичному університеті: від 1978 — асистент, від 1988 — виконувач обов'язків завідувача дитячої хірургії; від 1985 — доцент кафедри дитячих хвороб.
Помер 17 серпня 2006 року у Львові. Похований на 60 полі Личаківського цвинтаря.

## Доробок
Автор близько 100 наукових публікацій, 2 посібників «Загальний догляд за дітьми» (1993), «Медицина дитинства» (1994), патенту на винахід.
Сфера наукових інтересів: особливості поєднання раціональної антибіотикотерапії та гіпербаричної оксигенації для лікування перитоніту у дітей, застосування лазеротерапії та плацентарного полібіоліну для лікування дитячого крипторхізму.